# Девитт, Джойс
Джойс Девитт (англ. Joyce DeWitt, род. 22 апреля 1949) — американская актриса. Девитт наиболее известна по своей роли Джанет Вуд в длительном комедийном телесериале «Трое — это компания», в котором она снималась с 1977 по 1984 год, на протяжении всего периода трансляции шоу. Эту роль она получила снявшись ранее лишь в одном телевизионном пилоте. Когда шоу завершилось она на десять лет ушла с экранов и кратковременно вернулась лишь в 1995 году, снявшись в одном телефильме и в основном была активна на театральной сцене. 4 июля 2009 года она оказалась в центре внимания после ареста за вождение в нетрезвом состоянии в Эль-Сегундо, штат Калифорния.